# 51-ша стрілецька дивізія (СРСР)
51-ша стрілецька дивізія (51 сд) (рос. 51-я стрелковая дивизия) — військове з'єднання, стрілецька дивізія сухопутних військ Червоної армії, що існувала з 1919 до 1946 року. 51-ша стрілецька дивізія формувалася у складі Червоної армії двічі. Дивізія першого формування брала участь у Громадянській війні в Росії на Східному та Південному фронтах, у вторгненні до Польщі, радянсько-фінській війні, окупації Бессарабії та в німецько-радянській війні на південному фланзі. Дивізія другого формування брала участь у стратегічній наступальній операції Червоної армії в Білорусі та боях у Східній Пруссії. Завершила війну у Кенігсберзі. 

## Історія з'єднання

### 1-ше формування

#### Громадянська війна в Росії
51-ша стрілецька дивізія розпочала формування 6 липня 1919 року на підставі наказу № 158 командувача 3-ї армії Східного фронту Сергія Меженінова про її формування у складі Північного експедиційного з'єднання. Формування відбувалося в Тюмені, де були сформовані 151-ша, 152-га та 153-тя бригади. Організація дивізії була завершена 15 серпня, коли командир Василь Блюхер видав свій перший наказ, у якому визначив структуру дивізії. До складу дивізії входили штаб, політвідділ, матеріально-технічна та інші служби, три бригади по три стрілецькі полки (з 450-го по 458-й), батальйони зв'язку та саперний, бронетанкові загони. Сам Блюхер прибув до Тюмені 19 серпня і влаштував свій штаб у будинку купця Колокольникова.
На заключному етапі Петропавлівської операції восени 1919 року 151-ша бригада наступала на Ішим. 152-га бригада відійшла до Тобольська, а 153-тя бригада перебувала в резерві в Тюмені. Наприкінці листопада, після взяття Омська 3-тю армію було розформовано, 30-ту і 51-шу стрілецькі дивізії, що входили до її складу, передано до складу 5-ї армії. Після розгрому білої армії під проводом Олександра Колчака дивізія була передислокована в Новомиколаєвськ. 1 січня 1920 року дивізія увійшла до складу Головного командування резерву Червоної армії. Дивізії визначили завдання ремонтувати Сибірську залізницю та Черемховські вугільні копальні, зруйновані в результаті Громадянської війни в Росії.
4 липня дивізія отримала наказ на передислокацію на Південний фронт для боротьби з частинами Білої армії генерала Врангеля. Передові ешелони дивізії прибули на станцію Апостолове на початку серпня. 3 серпня дивізія увійшла до угруповання сил на правому березі Дніпра і зосередилася в районі Бериславля. Командування 13-ї армії 6 серпня почало наступ з метою розгрому частин Білої армії між Дніпром і Кримським перешийком. Головний удар завдавався силами 52-ї та Латиської стрілецьких дивізій. 51-ша стрілецька дивізія діяла в другому ешелоні ударного угруповання, не маючи часу на повне зосередження. У ніч на 7 серпня 52-га і Латиська дивізії форсували Дніпро, оволоділи Каховкою і Олешками і почали наступ на Мелітополь. 51-ша дивізія слідувала за ними через Дніпро і розпочала будівництво оборонного району в районі Каховки.
Тим часом наступ угруповання військ на лівому березі Дніпра було відбито з самого початку, що дозволило Врангелю зосередити додаткові сили проти 52-ї та латиської дивізій. Обидві дивізії були змушені відступити на Каховський плацдарм, який тепер утримував 51-ша стрілецька дивізія. Спроби білих вийти до Дніпра були відбиті силами 51-ї стрілецької дивізії. Міцно закріпившись на плацдармі, 21 серпня дивізія розгромила сили супротивника під час другого наступу 13-ї армії. 27 серпня дивізія вийшла в район Серогоз. Під час боїв у районі Серогоз 28–29 серпня дивізія, як повідомляється, завдала великих втрат частинам білих і здійснила організований відхід назад на плацдарм. Наприкінці вересня був створений Південний фронт під командуванням Михайла Фрунзе. Угруповання сил на правому березі було розформовано і перетворилося на 6-у армію. 51-й стрілецькій дивізії було наказано міцно обороняти Каховський плацдарм від запланованого наступу білої армії.

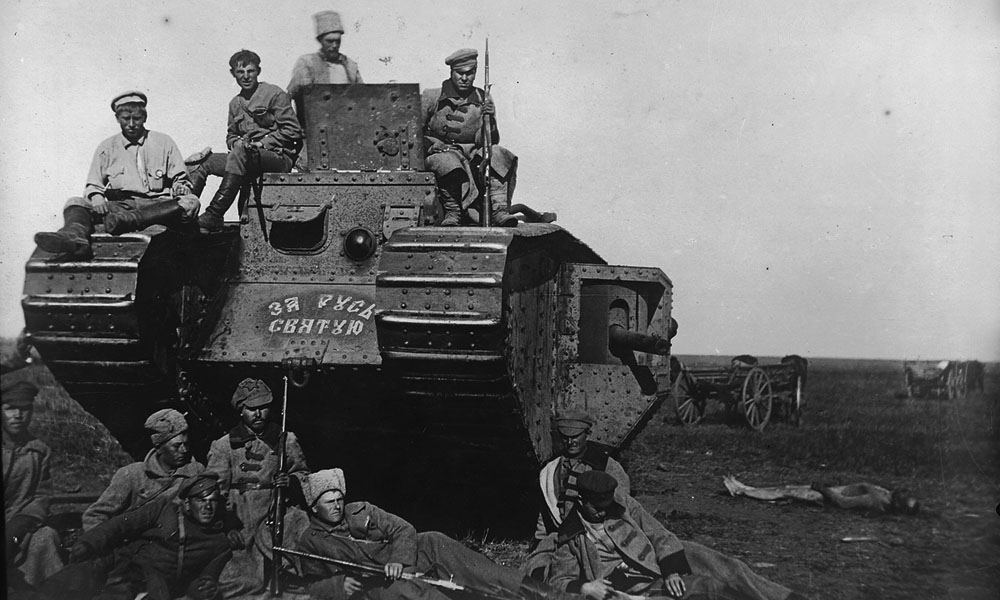
Солдати червоної 51-ї стрілецької дивізії біля здобутого в результаті боїв на Каховському плацдармі танка білих. Жовтень 1920

Протягом жовтня дивізія посилювала свої оборонні позиції на плацдармі. Лінія оборони мала довжину 40 кілометрів і глибину 12 кілометрів. Її протитанкова оборона базувалася на польовій артилерії та протитанкових ровах, а також на мінних полях перед фронтом наступу ворожих військ. 14 жовтня Російська армія Врангеля здійснила останню відчайдушну атаку, щоб захопити плацдарм і відкинути частини 51-ї дивізії за Дніпро. Попри підтримку танків, атака білогвардійців не вдалася. Готуючись до завершального наступу Червоної армії, дивізія отримала підкріплення. Метою дивізії було знищити 2-й корпус білих і захопити укріплення білих на Перекопському перешийку. 51-ша, 15-та та Латиська стрілецькі дивізії, окрема кавалерійська бригада, кавалерійський полк і бронетанковий загін утворили Перекопську ударну групу. 28 жовтня червоні перейшли в наступ і вже наступного дня дивізія здобула Перекоп. 30 жовтня дивізія відновила наступ, але не змогла перетнути Турецький вал і була змушена перейти до оборони.
30 жовтня Блюхер наказав 151-й бригаді розвідати Перекопську затоку для можливої переправи. Він також наказав 153-й бригаді розвідати Сиваш. 7 листопада почалася Перекопсько-Чонгарська наступальна операція. Дивізія спробувала штурмувати Турецький вал, але прорватися не змогла. Вночі частини дивізії форсували Сиваш і вийшли в тил білих. При одночасній лобовій атаці з фронту червоноармійцям вдалося захопити Турецький вал. 51-ша стрілецька дивізія продовжувала наступ і за сприяння Латиської стрілецької дивізії прорвала Ішунську позиції. Захоплення цього опорного району оборони поклало край організованому опору білих у Криму.

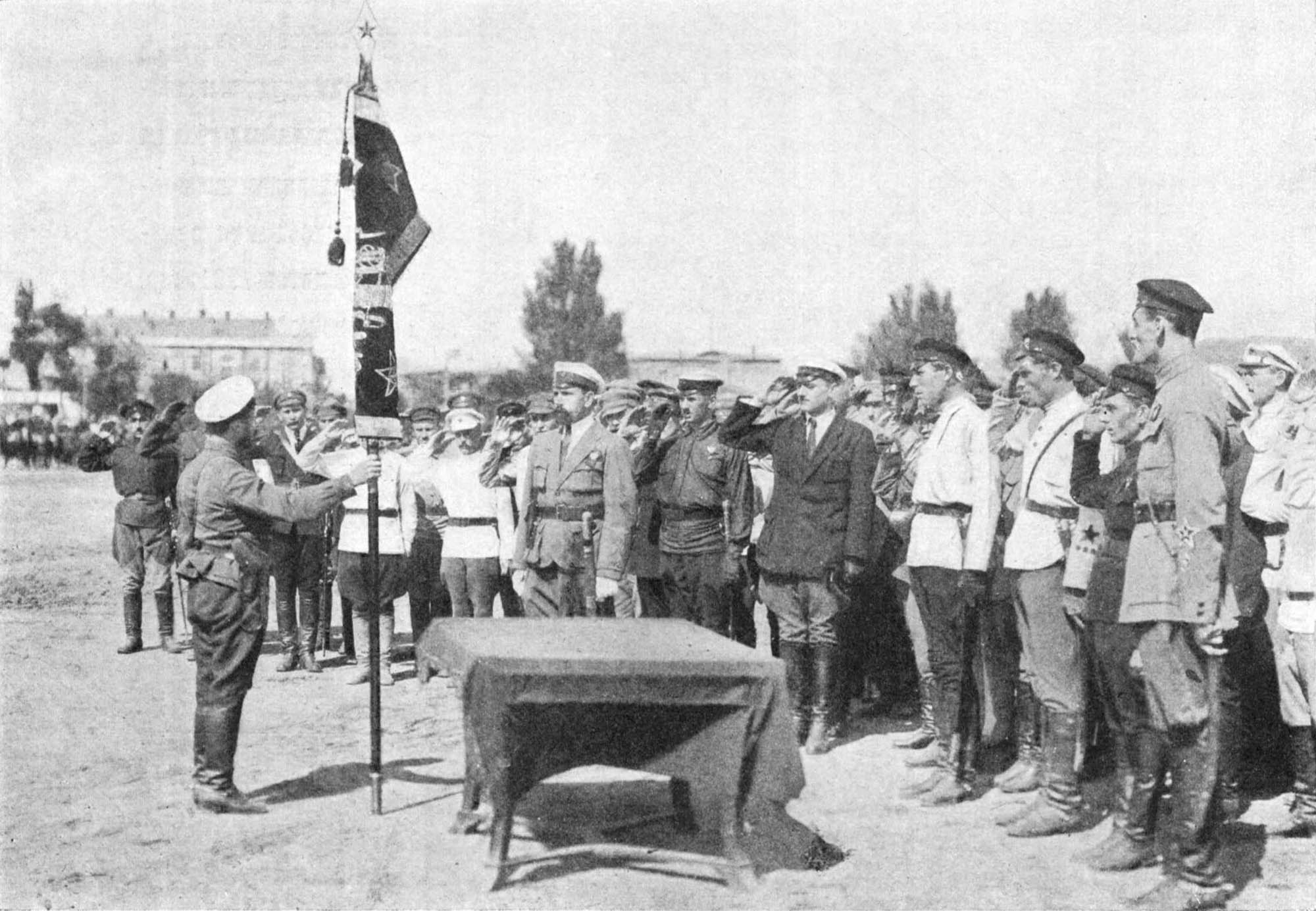
М. В. Фрунзе вручає командиру 51-ї дивізії П. Ю. Дибенко Почесний Червоний Прапор. Крим, 1921

13 жовтня 1920 року за оборону Каховського плацдарму в серпні 1920 року наказом РВСР № 2797/559 дивізії присвоїли почесне найменування 51-ша Московська стрілецька дивізія та вручено Прапор московського пролетаріату. 14 вересня 1921 року дивізія була нагороджена орденом Червоного Прапора. З'єднання стало іменуватися 51-ша Перекопська Червонопрапорна стрілецька дивізія Московських радянських робітників, селян і червоноармійців. Тоді ж ВУЦВК нагородила дивізію орденом Трудового Червоного Прапора УРСР. У грудні 1935 року до 15-річчя боїв під Перекопом дивізія була нагороджена орденом Леніна.

#### Після Громадянської війни
Наприкінці грудня 1920 року, після розгрому армії Врангеля, 51-шу стрілецьку дивізію було передислоковано на річку Дністер, на охорону державного кордону з Румунією. До вересня 1921 року, до завершення територіальної реорганізації військ, 51-ша Перекопська стрілецька дивізія увійшла до складу Харківського військового округу. Наприкінці квітня 1922 року з'єднання перейшло у підпорядкування Південно-Західного військового округу. У травні того року дивізія, разом з 15-ю дивізією, увійшли до складу щойно створеного 6-го стрілецького корпусу на чолі з Дибенко П. Ю.. З того часу дивізію дислокувалася на півдні України, основна частка з'єднання мала пункти постійної дислокації в Одесі та сусідніх містах.

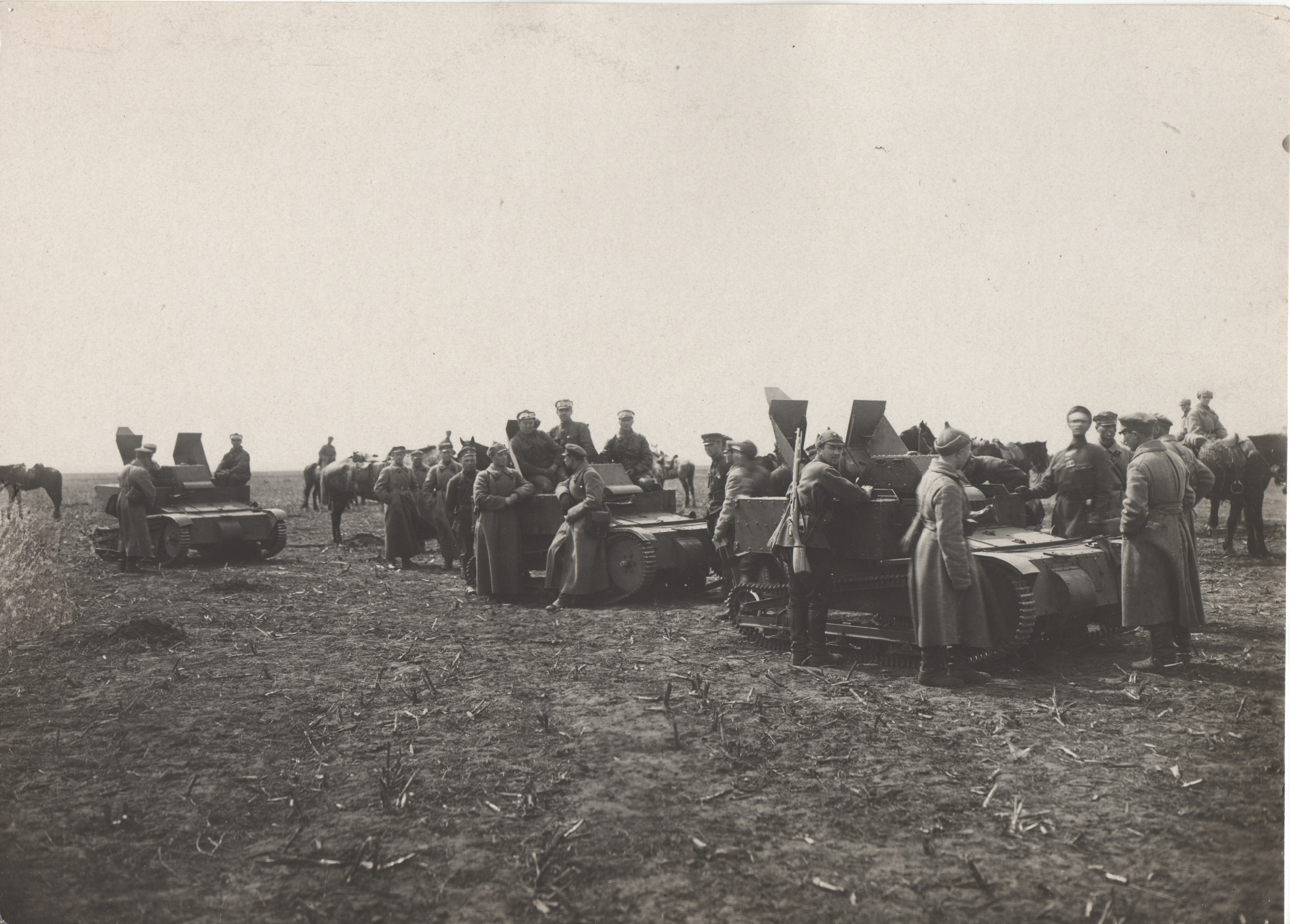
Т-27 на навчаннях 51-ї Перекопської дивізії під Одесою, 1932 рік.

26 липня 1938 року на базі управління 6-го стрілецького корпусу в м.Одеса розпочалося формування управління Одеської армійської групи, яка складалася зі з'єднань і частин стрілецьких, танкових військ і військ забезпечення, установ і закладів, що дислокувалися на території Одеської, Миколаївської областей та Молдавської АРСР.

#### Агресія до Польщі
17 вересня 1939 року війська Червоної армії перейшли радянсько-польський кордон, розпочавши вторгнення до Польщі. 17 вересня Одеська армійська група діяла у складі сил Українського фронту, але участі у бойових діях не брала. 51-ша сд перебувала у складі діючої армії з 17 по 28 вересня 1939 року.
У жовтні 51-ша стрілецька дивізія увійшла до складу 35-го стрілецького корпусу.

#### Радянсько-фінська війна
15 січня 1940 року дивізія з Одеського військового округу була відправлена на Карельський перешийок до складу військ Північно-Західного фронту. У лютому 1940 року брала участь у прориві лінії Маннергейма у складі військ 50-го стрілецького корпусу 7-ї армії. З 3 лютого по 7 лютого дивізія перебувала у підпорядкуванні 10-го стрілецького корпусу 7-ї армії, 20 лютого — увійшла до складу 50-го стрілецького корпусу. 23 лютого брала участь у наступі на станцію Кям'яра, билася у районі Гейніокі. З 10 березня перебувала у складі 13-ї армії.
У квітні почалося перекидання радянських військ із Північно-Західного фронту до місць постійної дислокації. До Одеського військового округу повернулися 51-ша та 95-та стрілецькі дивізії та прибули нові 150-та, 173-тя стрілецькі дивізії та управління 14-го стрілецького корпусу.

#### Приєднання Бессарабії та Північної Буковини до СРСР
У другій половині червня 1940 року в контексті до запланованого вторгнення Радянського Союзу до Бессарабії та Північної Буковини був розгорнутий Південний фронт. За директивою фронту управління 35-го ск, 37-го ск і 7-го ск, 173-тя, 176-та, 30-та, 164-та, 51-ша, 95-та, 147-ма, 150-та стрілецькі дивізії і 15-та моторизована дивізія; 21-ша легкотанкова бригада, 522-й, 110-й, 320-й, 124-й, 430-й, 439-й артполки і 317-ї артдивізіон РГК зосередилися в районі — Дубоссари, Тирасполь, Плоске, Шипка. 28 червня радянські війська отримали завдання — без оголошення війни зайняти Бессарабію і Північну Буковину. О 14:00 війська Червоної армії почали операцію із зайняття території Бессарабії.
7-й ск (51-ша, 150-та, 164-та сд, 14-та важка тбр) мав навести переправи для 5-го кавалерійського корпусу через річку Дністер, який продовжить вторгнення на територію Бессарабії. Після забезпечення переправи частини корпусу мали залишиться на місці. 51-ша дивізія зосередилася на території Тираспольського укріпленого району в районі м. Тирасполь.
О 14:00 війська 9-ї армії почали операцію із зайняття території Бессарабії. 3 липня радянські війська вийшли на новий кордон з Румунією.
З 8-9 липня війська Південного фронту повернулися до місць постійної дислокації.

#### Німецько-радянська війна

##### Операція «Барбаросса»
Перед початком німецько-радянської війни 51-ша стрілецька дивізія разом з 25-ю і 95-ю дивізіями входила до складу 14-го стрілецького корпусу генерал-майора Єгорова Д. Г., який дислокувався в районі міст Ізмаїл, Кілія, Болград. На 22 червня 1941 року більшість частин 176-ї, 95-ї, 25-ї та 51-ї стрілецьких дивізій, а також 9-ї кавалерійської, першого ешелону 35-го, 14-го стрілецьких і 2-го кавалерійського корпусів займали підготовлену в інженерному відношенні оборону вздовж річки Прут і Дунай. На дивізію в середньому припадало близько 100 км ділянки кордону. 51-ша стрілецька дивізія обороняла ділянку державного кордону СРСР на східному березі річки Дунай від Ізмаїла (включно) до Чорного моря.
24 червня підрозділи 51-ї дивізії успішно ліквідували річковий десант противника у районі Картал. 24-26 червня підрозділи 23-го стрілецького полку дивізії та 79-го прикордонного загону на кораблях Дунайської військової флотилії в кількох місцях форсувала Кілійське гирло Дунаю в районі Кілії і захопили на території Румунії плацдарм довжиною близько 70 км, у тому числі село Кілія-Веке.
27 та 29 червня було відбито спроби румунських військ зайняти радянський плацдарм. Бої на плацдармі тривали до 16 липня, потім за наказом командування десант був евакуйований морем до Одеси. Останні кораблі з бійцями пішли 19 липня.
Тим часом, на правому фланзі групи армій «Антонеску» розгорнула наступ 4-та румунська армія. Після отримання інформації про успішний перебіг наступу на інших напрямках, командувач групи армій, що був присутній у військах 3-го корпусу дав команду розпочати форсування річки Прут. Перші підрозділи 35-ї резервної дивізії подолали водну перешкоду та, не зустрічаючи спротиву радянських військ, закріпилися на лівому берегу. Темпи форсування були високими й за наступні дві доби на протилежному берегу Прута зосередилася значна кількість румунських військ. Тільки 5 липня підрозділи радянської 95-ї стрілецької дивізії та 2-го кавалерійського корпусу (5-та та 9-та кавалерійські дивізії) здійснили низку атак, намагаючись знищити плацдарми противника, але їхні удари були відбити силами 35-ї та 15-ї румунських дивізій. До 12 липня бої в районі Тігеч, Лергуца, Ринзешть, Кочулія досягли апогею. 25-та 51-ша радянські стрілецькі дивізії 14-го стрілецького корпусу за підтримки танків і авіації безперервно продовжували атакувати румунів.
12 липня, у зв'язку з потужним наступом румунсько-німецьких військ з району Ясси — Ботошані на Кишинів, Рибницю, Могилів-Подільський і відступом Приморської групи військ Південного фронту від державного кордону на східний берег Дністра, дивізія залишила свої оборонні позиції та почала відхід на схід, до району південніше Тирасполя, із завданням забезпечення оборони Одеси.
24 липня 51-шу дивізію передали до 9-ї армії і передислокували на правий фланг, у район м. Ананьїв Одеської області. На початку серпня, зосередившись у районі Окни, Малаєшти, Диканка, вела безуспішні наступальні бої у напрямку на с. Нові Гояни і далі на Дубоссари із завданням, взаємодіючі з частинами 95-ї та 30-ї сд, знищити противника на східному березі Дністра в районі Дубоссари — с. Дороцьке.
На початку серпня дивізія вела оборонні бої у південній частині України. 11 серпня 30-та сд і 51-ша сд під ударами переважаючих сил противника, залишили рубіж оборони біля міста Березівка й почали відхід на південний схід, до Південного Бугу та Бузького лиману. 13 серпня основні сили 9-ї армії, у тому числі 51-ша сд, опинилися оточеними в районі Миколаєва.
15-20 серпня 51-ша стрілецька дивізія разом з іншими військами 9-ї армії виходила з боями з оточення. 18 серпня дивізія основними силами, що вийшли з оточення, почала відхід до Дніпра, наприкінці дня розпочала переправу на лівий берег у районі Червоний Бургун і до кінця 19 серпня, закінчивши переправу, розпочала зосередження в районі Раденське — Костогризове. З 25 до 30 серпня включно оборонялася на лівому берегу Дніпра на ділянці Олешки (виключно) — Рибальче.
31 серпня дивізія вийшла в район Великі Копані (нині Херсонської області), до 1 вересня передислокувалися в район села Чорнянка. З 2 до 7 вересня спільно з іншими частинами каховського напряму вела оборонні бої південніше Каховки. У ході цих боїв дивізія зазнала серйозних втрат і в період з 8 по 15 вересня, продовжуючи вести ар'єргардні бої, разом з усіма військами 9-ї армії відходила на південний схід.
З початку війни і по 10 вересня 1941 року 51-ша стрілецька дивізія втратила 9190 осіб особового складу, у тому числі вбитими 828, пораненими 3620, зниклими безвісти 2683, полоненими 369, з інших причин (убули за розпорядженнями командування та за вироками військових) — 1690. Кінського складу втрачено 4199 коней.
У другій половині вересня — жовтні 1941 року з'єднання продовжувало вести оборонні бої на півдні України. 1-2 жовтня загальна стратегічна ситуація на південному крилі німецько-радянського фронту знову різко ускладнилася і погіршилася. Війська вермахту, наступаючи потужним ударним угрупуванням танкових та моторизованих з'єднань із району Дніпропетровська у південно-східному напрямку, створили загрозу обходу правого флангу Південного фронту.
До 7 жовтня війська 9-ї та 18-ї армій Південного фронту, у тому числі 51-ша сд, опинилися в щільному кільці оточення переважаючими силами супротивника. У напрямку Бердянськ (Осипенко) — Мангуш — Маріуполь 7-8 жовтня діяла моторизована бригада «Лейбштандарт СС Адольф Гітлер».
У середині листопада 51-ша дивізія, що мала чисельність 6753 осіб, була включена до складу ударного угруповання Південного фронту (з 15 листопада — 37-ї окремої армії), створеної для завдання контрудару на ростовському напрямку. 17 листопада війська Південного фронту після 30-хвилинної артилерійської підготовки перейшли в наступ. У перший день контрнаступу 51-ша стрілецька дивізія опанувала Дар'їно-Єрмаківку, просунувшись на 16-18 км. На другий день мала незначний успіх, зіткнувшись у бою з частинами 16-ї танкової дивізії вермахту південніше Дар'їно-Єрмаківки.
23 листопада дивізія опанувала Великокріпинську, її передові частини, переправившись через річку Тузлів, зайняли Поштовий Яр.
2 грудня з виходом на річку Міус фронт стабілізувався.

##### 1942
1 січня 1942 року 9-та армія, в тому числі 51-ша стрілецька дивізія, була виведена в резерв фронту і до 17 січня перекинута на південний фас Барвінківського виступу, що утворився в ході Барвінково-Лозівської операції. З 27 січня по 5 квітня дивізія, разом з іншими частинами і з'єднаннями 9-ї армії, вела наступальні бої за звільнення Слов'янська та Краматорська, проте звільнити міста радянським військам у цей період не вдалося.
17 травня після артилерійської та авіаційної підготовки війська вермахту розпочали потужний наступ із району Андріївка на Барвінкове і далі на Ізюм з метою розсікти та знищити війська 9-ї армії, потім оточити та знищити все барвінківське угруповання радянських військ Південно-Західного напрямку. Внаслідок запеклих боїв, 51-ша дивізія зазнала величезних втрат та переправилася на лівий берег Сіверського Дінця в ніч проти 19 травня, де перейшли до оборони.
До 6 липня 51-ша стрілецька дивізія тримала визначений рубіж оборони в районі Студенок по лівому березі річок Оскіл і Сіверський Донець.
У ніч на 7 липня під прикриттям ар'єргардів підрозділи дивізії залишили оборонні рубежі і разом з військами 9-ї армії почали відхід на схід і до 12 липня подолали відстань протяжністю 150—180 км майже без втрат. 14 липня дивізія вийшла в район слободи Рогалик, розташованої у 24 км на захід від Міллерова. Цього ж дня німецькі танкові та моторизовані частини завершили оточення військ 9-ї та частини сил 38-ї армій, захопивши в 10-30 км на південь і на південний схід від Міллерово населені пункти Верхньотарасівський, Криворожжя, Курно-Липівка та інші.
14-15 липня частини та підрозділи 51-ї дивізії розрізнено вели бої в оточенні, намагаючись спільно з іншими формуваннями 9-ї армії, прорватися в південному напрямку. З'єднання зазнало важких втрат і було фактично знищено. Командир дивізії полковник Возовик П. В. та його заступник підполковник Іванченко Д. А. зникли безвісти.
До 26 липня нечисленні і небоєздатні залишки 51-ї сд, що вийшли з оточення і переправилися через Дон, зосередилися на хуторі Бочанівський, а до 3 серпня передислокувалися в район села Успенське Краснодарського. На початку серпня залишки особового складу 51-ї дивізії передали іншим частинам і з'єднанням Закавказького фронту.
28 листопада 1942 року 51-ту стрілецьку дивізію було розформовано остаточно.

### 2-ге формування

#### Німецько-радянська війна
51-ша стрілецька дивізія II формування почала створення 15 квітня 1943 року на виконання наказу Ставки ВГК № 46081 від 20.03.1943 на базі 15-ї стрілецької бригади у складі 3-ї резервної армії.
У червні 1944 року дивізія брала участь у Вітебсько-Оршанській операції, під час якої було звільнено місто Вітебськ. 4 липня 1944 року у ході Полоцької операції у складі 22-го гвардійського стрілецького корпусу 1-го Прибалтійського фронту брала участь у визволенні Полоцька.
22 вересня 1944 року Указом Президії Верховної Ради СРСР дивізія нагороджена орденом Суворова II ступеня.
29 липня 1944 року у складі сил 6-ї гвардійської армії 1-го Прибалтійського фронту: під час Шяуляйської операції частинами дивізії було здобуто місто Зарасай.
У квітні 1945 року з'єднання успішно брало участь у штурмі Кенігсберга, діючи зі східного напрямку. У ході боїв частинами дивізії було взято Форт № 1 — Штайн, довготривала фортифікаційна споруда, що прикривала дорогу Кенігсберг-Інстербург.
Після завершення війни, взимку 1945/46 року дивізія у складі 124-го стрілецького корпусу була передислокована до Махачкали, де увійшла до Закавказького військового округу. Навесні 1946 року 51-ша стрілецька дивізія була розформована.

## Командування

### Командири
1-ше формування
- Блюхер Василь Костянтинович (6 липня 1919 — листопад 1920) або (15.08.1919-23.05.1920: 06.07.1920-11.05.1921)
- Щетінкін Петро Юхимович (листопад 1920 — червень 1921), ТВО
- Дибенко Павло Юхимович (червень — жовтень 1921)
- Княгницький Павло Юхимович (1922 — 1924)
- Нестеровський Никифор Авраамович (червень — листопад 1930)
- Фесенко Дмитро Семенович (15 листопада 1930 — 10 липня 1931)
- комбриг Павловський Казимир Владиславович (1935 — 1937)
- полковник Басанець Лука Герасимович (квітень 1938 — 4 травня 1940)
- комбриг, з 5 червня 1940 року генерал-майор Цирульніков Петро Гаврилович (? 1940 — 22 жовтня 1941)
- генерал-майор технічних військ Філіппов Федір Григорович (26 жовтня 1941 — 7 травня 1942)
- підполковник Алієв Бімбулат Кавдієвич (7 травня — 29 червня 1942)
- полковник Возовик Петро Васильович (30 червня — 14 липня 1942)

2-ге формування
- полковник Телков Петро Сергійович (15 квітня — 23 липня 1943)
- полковник, з 3 червня 1944 року генерал-майор Хвостов Олексій Якович (24 липня 1943 — січень 1946)
- генерал-майор Антилла Аксель Мойсейович (липень 1944), ТВО

### Підпорядкованість
| Час              | Корпус                                 | Армія                                  | Група армій (округ)                    | Штаб                  |
| ---------------- | -------------------------------------- | -------------------------------------- | -------------------------------------- | --------------------- |
| Перше формування |                                        |                                        |                                        |                       |
| 1919             |                                        |                                        |                                        |                       |
| 6 липня          |                                        | 3 А                                    | Східний фронт                          | Тюмень                |
| листопад         |                                        | 5 А                                    | Східний фронт                          | Новомиколаєвськ       |
| 1920             |                                        |                                        |                                        |                       |
| липень           |                                        | 6 А                                    | Південний фронт                        | Каховка               |
| 1922             |                                        |                                        |                                        |                       |
| травень          |                                        |                                        | Південно-Західний ВО                   | ?                     |
| 1923             |                                        |                                        |                                        |                       |
| листопад         | 6 ск                                   |                                        | Український ВО                         | Київ                  |
| 1935             |                                        |                                        |                                        |                       |
| травень          | 6 ск                                   |                                        | Київський ВО                           | Одеса                 |
| 1939             |                                        |                                        |                                        |                       |
| жовтень          | 6 ск                                   |                                        | Одеський ВО                            | Одеса                 |
| 1940             |                                        |                                        |                                        |                       |
| січень           |                                        |                                        | Північно-Західний фронт                | Карельський перешийок |
| 3 лютого         | 10 ск                                  | 7 А                                    | Північно-Західний фронт                | Карельський перешийок |
| квітень          |                                        |                                        | Одеський ВО                            | Одеса                 |
| 27 червня        | 7 ск                                   | 9 А                                    | Південний фронт                        | Малаєшти              |
| 1941             |                                        |                                        |                                        |                       |
| 22 червня        | 14 ск                                  | 9 окр. А                               | Південний фронт                        | Ізмаїл                |
| 7 липня          | 14 ск                                  | Приморська ГрВ                         | Південний фронт                        | Ізмаїл                |
| 24 липня         |                                        | 9 окр. А                               | Південний фронт                        | Ананьїв               |
| 1 листопада      |                                        |                                        | Південний фронт                        | Дякове                |
| 16 листопада     |                                        | 37 окр.А                               | Південний фронт                        | Довжанськ             |
| 1 грудня         |                                        | 9 А                                    | Південний фронт                        | Міус-фронт            |
| 1942             |                                        |                                        |                                        |                       |
| 17 січня         |                                        | 9 А                                    | Південний фронт                        | Барвінкове            |
| 1 липня          |                                        | 9 А                                    | Південно-Західний фронт                | Студенок              |
| 1 серпня         |                                        | 9 окр. А                               | Північно-Кавказький фронт              | Лопанка               |
| Друге формування |                                        |                                        |                                        |                       |
| 1943             |                                        |                                        |                                        |                       |
| квітень          | 3-тя резервна армія Резерву Ставки ВГК | 3-тя резервна армія Резерву Ставки ВГК | 3-тя резервна армія Резерву Ставки ВГК | ?                     |
| 1 жовтня         | Резерв Ставки ВГК                      | Резерв Ставки ВГК                      | Резерв Ставки ВГК                      | ?                     |
| 1944             |                                        |                                        |                                        |                       |
| 1 січня          | 22 гв.ск                               | 4 УдА                                  | 1-й Прибалтійський фронт               |                       |
| 1 квітня         | 23 гв.ск                               | 6 гв.А                                 | 1-й Прибалтійський фронт               |                       |
| 1 жовтня         | 22 гв.ск                               | 6 гв.А                                 | 1-й Прибалтійський фронт               |                       |
| 1945             |                                        |                                        |                                        |                       |
| 1 січня          | 23 гв.ск                               | 6 гв.А                                 | 1-й Прибалтійський фронт               | Східна Пруссія        |
| 1 квітня         | 124 ск                                 | Земландська ГрВ                        | 3-й Білоруський фронт                  | Кенігсберг            |